# Paul Doumer
Paul Doumer (Aurillac, 1857. március 2. – Párizs, 1932. május 7.) francia politikus, újságíró, a Francia-Indokína kormányzója, a Harmadik Francia Köztársaság 13. elnöke.

## Pályafutása
Apja sínlerakó munkás volt a vasútnál. Doumer még gyermek volt, amikor édesapja meghalt, és özvegy édesanyja takarítónőként dolgozott. Doumer az elemi iskola befejezése után kifutófiú, majd vésnök egy érmeüzemben. Esti tanfolyamon érettségizett le, majd 1877-ben matematikából, 1878-ban pedig jogtudományokból szerzett diplomát. 1877 és 1879 között tanított. 1880-ban a Courrier de l'Aisne újság főszerkesztője lett. 1883-ban Saint-Quentin városi tanácsának tagjává választották. 1887-ben Charles Floquet képviselőházi elnök kabinetfőnöke. 1888–1891-ben Laon, majd Auxerre radikális párti parlamenti képviselője.
1895. november 1. és 1896. április 23. között Léon Bourgeois kormányának volt a pénzügyminisztere. 1897-től 1902-ig Francia-Indokína kormányzója. 1912 januárjától Korzikát képviselte a francia szenátusban. 1925-ben és 1930-ban ismét szenátorrá választották. 1914-ben Joseph Gallieni polgári kabinetjét vezette, aki Párizs katonai kormányzója volt.
1921-22-ben Aristide Briand hetedik, 1926-ban pedig nyolcadik kormányában volt pénzügyminiszter.
1931. május 13-án köztársasági elnökké választották, június 13-tól látta el hivatalát. 1932. május 6-án Pavel Tyimofejevics Gorgulov orosz anarchista rálőtt, és megsebesítette. A hónaljverőeret szakította át a golyó, és Doumer elnök a merénylet másnapján, május 7-én, hajnali 04:37 a kórházban elhunyt. Halálát vérveszteség okozta.

## Kapcsolódó szócikk
- Franciaország elnökeinek listája